# Osterluzeifalter
Der Osterluzeifalter (Zerynthia polyxena), von manchen Autoren auch Südlicher Osterluzeifalter genannt, ist ein Schmetterling aus der Familie der Ritterfalter (Papilionidae). Das Artepitheton leitet sich von Polyxena, der Tochter des Priamos aus der griechischen Mythologie ab.

## Merkmale
Die Falter erreichen eine Flügelspannweite von 52 bis 56 Millimetern, wobei die Weibchen geringfügig längere Flügel besitzen als die Männchen. Die Grundfarbe der Flügel ist gelb, sie haben aber ein kompliziertes Muster aus verschiedenen schwarzen Bändern und Flecken. Auffällig ist der wellenförmig gezeichnete Flügelrand. Auf den Hinterflügeln kommen rote und blaue Punkte auf der Innenseite der Wellenzeichnung hinzu, diese können aber bei manchen Tieren fehlen. Weibliche Falter sind in der Regel etwas heller gefärbt, als Männchen. Der Körper der Falter ist dunkelbraun und trägt an den Seiten des Hinterleibs rote Flecken.

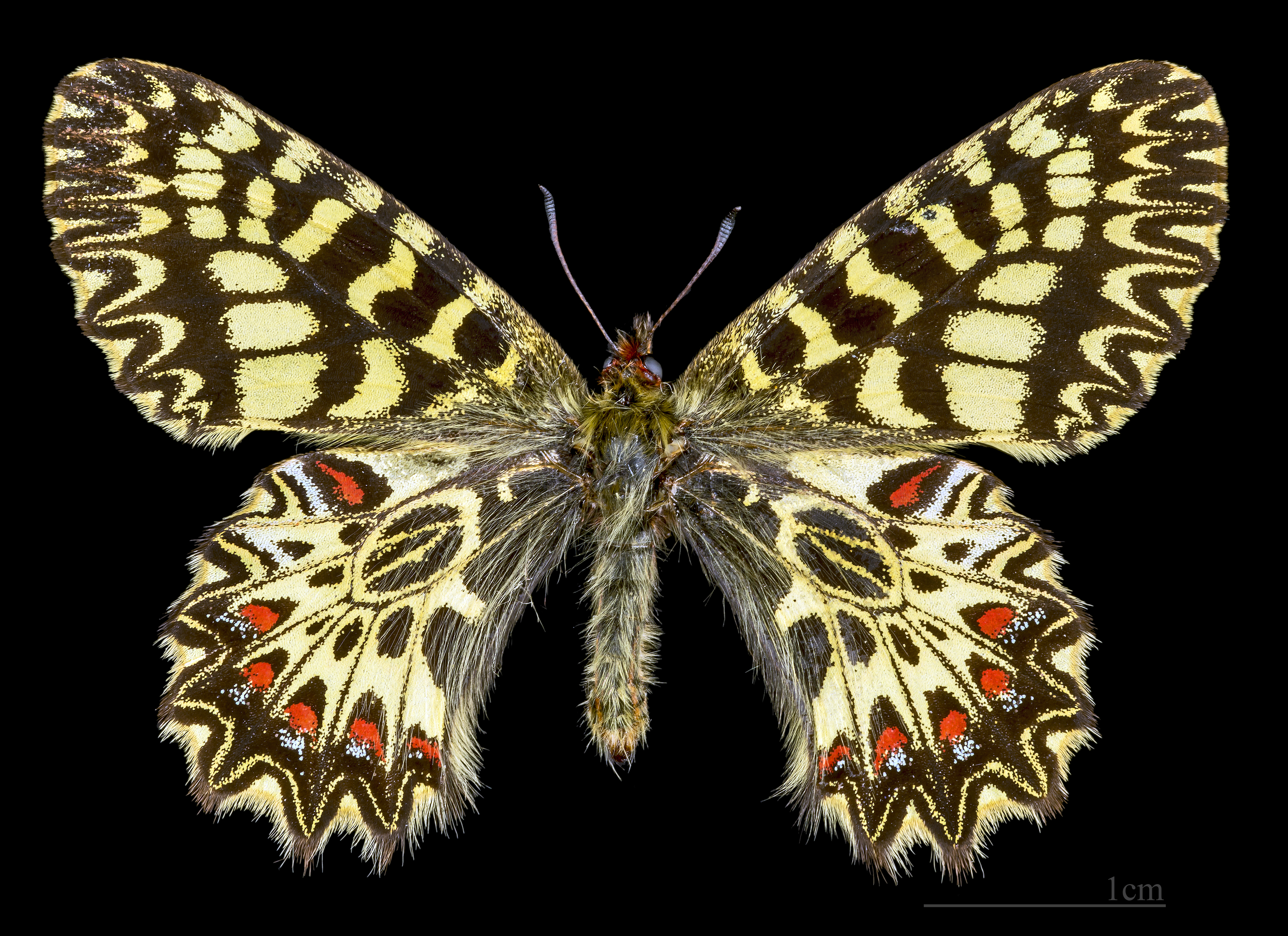
♂
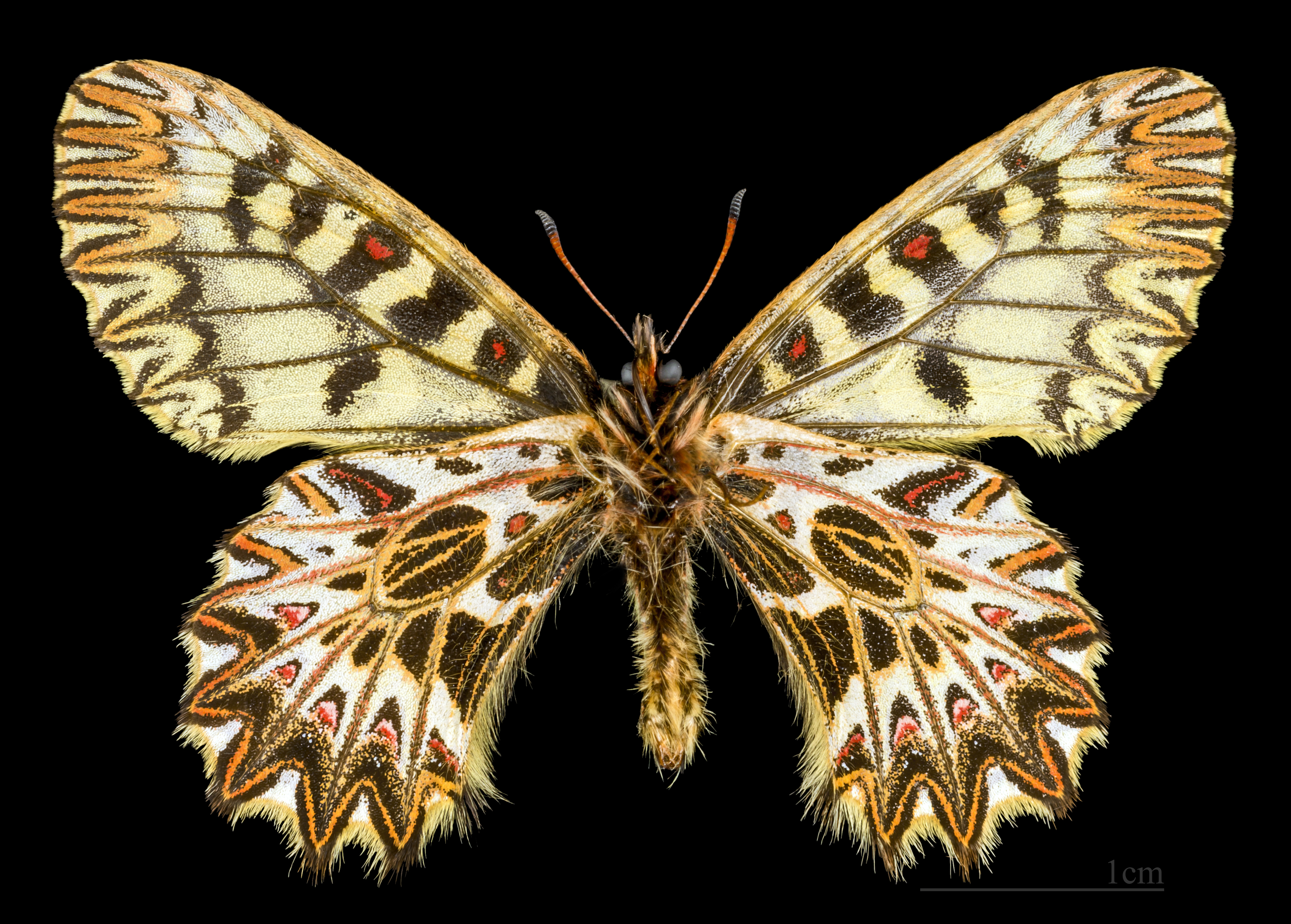
♂ △
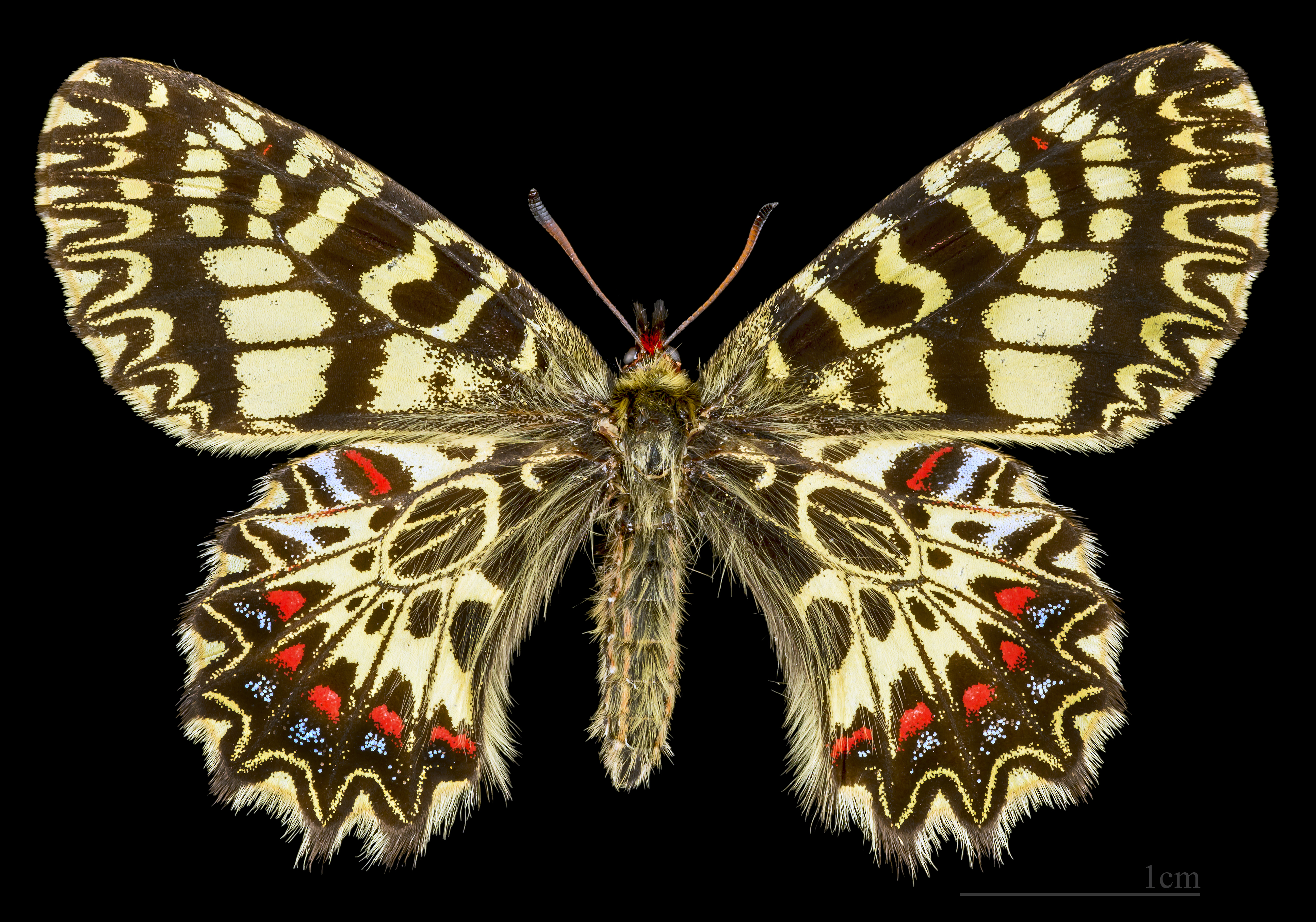
♀
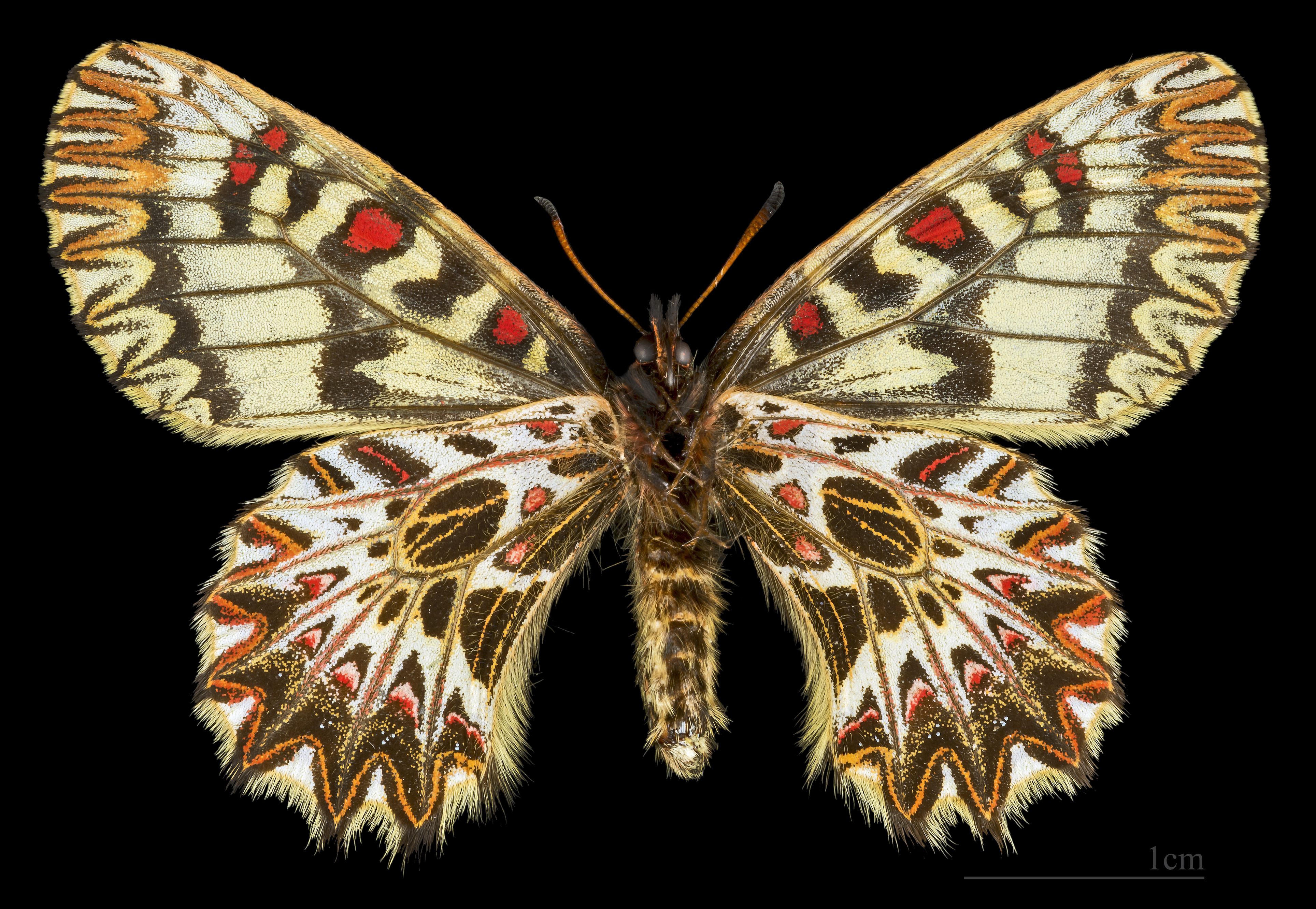
♀ △

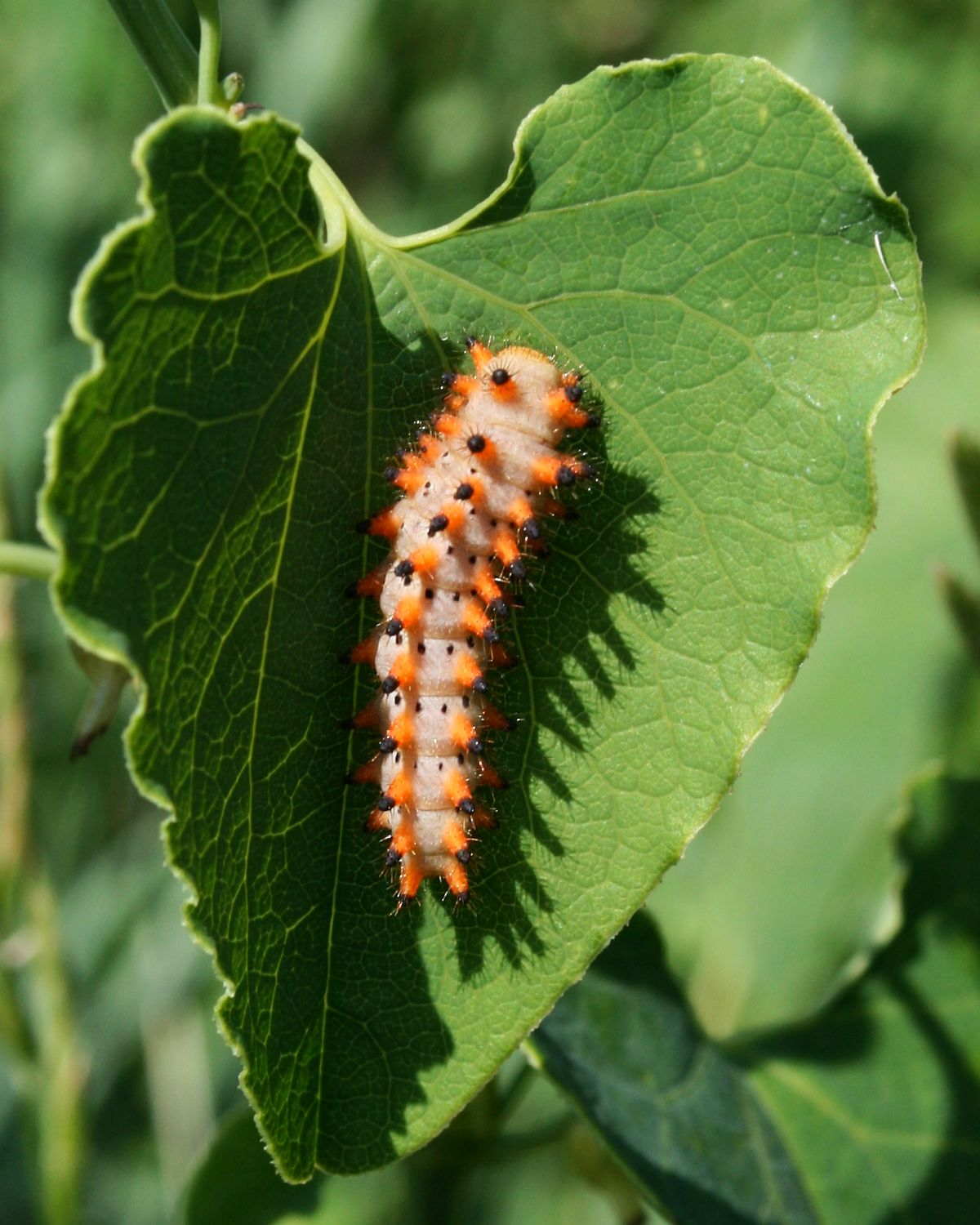
Raupe, auf Osterluzei (Aristolochia clematitis)

Die Raupen werden bis zu 35 Millimeter lang. Sie haben eine silbergrau-grünliche bis hellbraune oder rote Färbung und haben schwarze Punkte. Sie tragen weiters sechs Reihen mit orangen, Stacheln besetzten, fleischigen Dornen.

### Ähnliche Arten
- Spanischer Osterluzeifalter (Zerynthia rumina) – ist im Allgemeinen gelber mit mehr roten Flecken auf dem Vorderflügel.[3]
- Balkan-Osterluzeifalter (Zerynthia cerisyi)

## Vorkommen

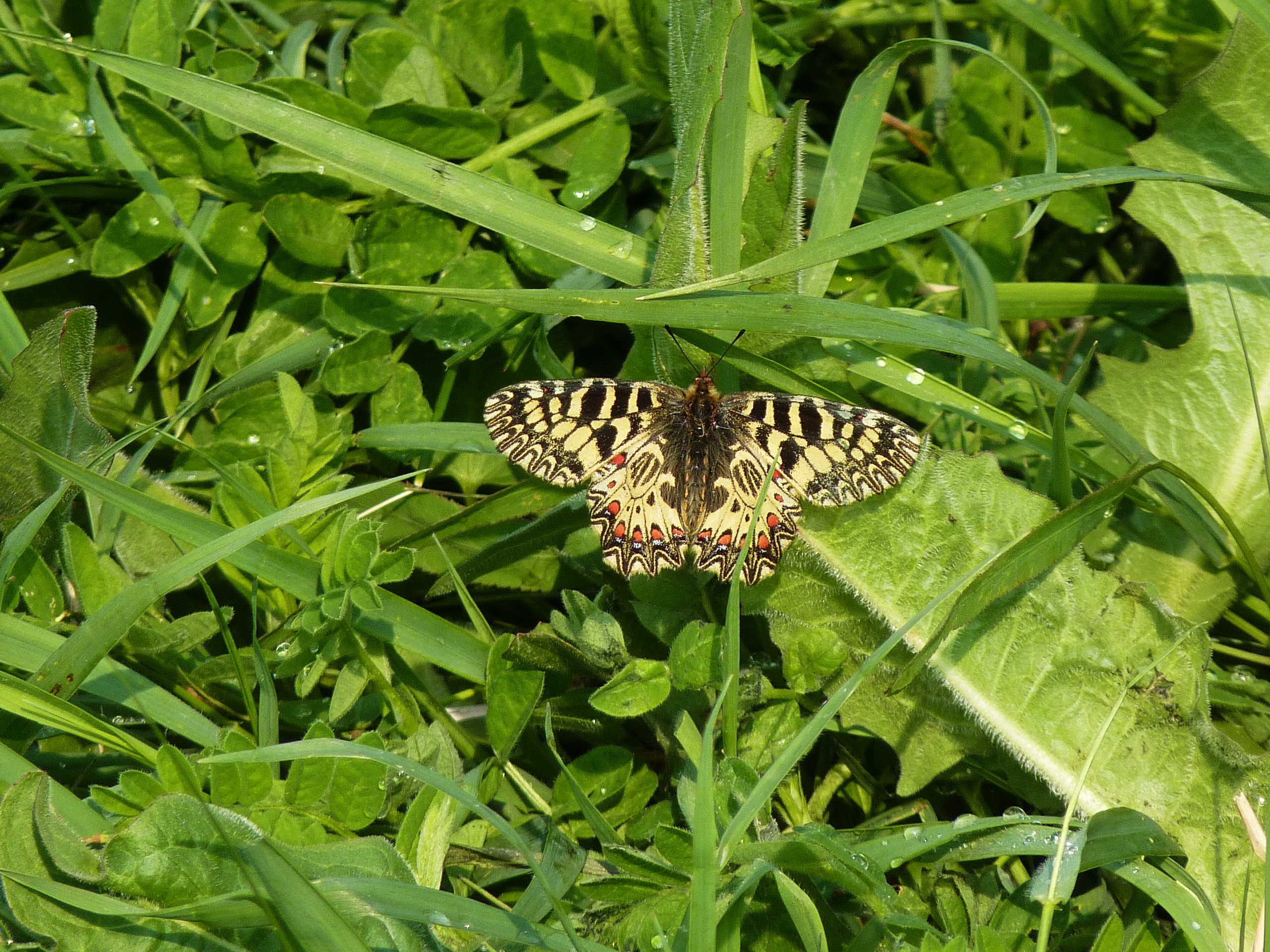
Osterluzeifalter (Zerynthia polyxena)

Die Tiere kommen vom mittleren Südeuropa (Südostfrankreich und Italien) und Südosteuropa östlich bis in den Nordwesten Kasachstans und in den Süden des Ural vor. Man findet sie bis etwa 1.700 Meter Seehöhe, für gewöhnlich aber unter 900 Meter. Sie leben an warmen, sonnigen, trockenen und offenen Stellen wie z. B. an Weinbergen, Flussufern und im Karstgelände, dabei sind sie relativ standorttreu. Die Falter sind zwar weit verbreitet, im östlichen Österreich und in der südöstlichen Umgebung Wiens allerdings nur sehr lokal vorkommend.

### Nahrung der Raupen
Die Raupen ernähren sich in Mitteleuropa von Gewöhnlicher Osterluzei (Aristolochia clematitis), sonst auch von anderen Pfeifenblumen (Aristolochia).

### Flug- und Raupenzeiten
Die Falter fliegen in einer Generation von Ende März bis Anfang Juni, die Raupen kommen je nach Höhenlage von Mai bis Juli vor.

## Entwicklung
Die Weibchen legen ihre Eier einzeln oder in lockeren, kleinen Gruppen auf der Unterseite der Futterpflanzen ab. Sie sind kugelig und anfangs weißlich, vor dem Schlupf bläulich-perlmutterfarben gefärbt. Junge Raupen fressen zunächst nur die Blüten und jungen Triebe, ab der zweiten Häutung auch Blätter. Sie sind anfangs schwarz gefärbt, zunächst färben sich die Dornen orange. Raupen sonnen sich oft, auf der Oberseite sitzend, erwachsene Raupen sitzen aber auf der Blattunterseite. Die Verpuppung findet in einer schlanken, hellbraunen bis grauen Gürtelpuppe an Stängeln, Rinde oder Steinen statt. Der Gürtelfaden verläuft aber nicht mittig, sondern umfasst zwei Dornen am Kopfteil. Die Puppe überwintert, der Falter schlüpft erst im nächsten Frühjahr.